# Bausch & Lomb Championships 2006
Il Bausch & Lomb Championships 2006 è stato un torneo di tennis giocato sulla terra verde. È stata la 27ª edizione del Bausch & Lomb Championships che fa parte della categoria Tier II nell'ambito del WTA Tour 2006. Si è giocato al Racquet Park at the Amelia Island Plantation nella Amelia Island in Florida dal 3 al 9 aprile 2006.

## Campionesse

### Singolare
Nadia Petrova ha battuto in finale  Francesca Schiavone con il punteggio di 6–4, 6–4

### Doppio
Shinobu Asagoe /  Katarina Srebotnik hanno battuto in finale  Liezel Huber /  Sania Mirza con il punteggio di 6–2, 6–4